# Shane Rimmer
Shane Rimmer (Toronto, 28 maggio 1929 – Potters Bar, 29 marzo 2019) è stato un attore canadese.

## Filmografia parziale

### Cinema
- Il dottor Stranamore - Ovvero: come ho imparato a non preoccuparmi e ad amare la bomba (Dr. Strangelove), regia di Stanley Kubrick (1964)
- Stato d'allarme (The Bedford Incident), regia di James B. Harris (1965)
- Agente 007 - Si vive solo due volte (You Only Live Twice), regia di Lewis Gilbert (1967)
- Agente 007 - Una cascata di diamanti (Diamonds Are Forever), regia di Guy Hamilton (1971)
- S.P.Y.S. (S*P*Y*S), regia di Irvin Kershner (1974)
- Rollerball, regia di Norman Jewison (1975)
- Il giustiziere (The Human Factor), regia di Edward Dmytryk (1975)
- Ultimi bagliori di un crepuscolo (Twilight's Last Gleaming), regia di Robert Aldrich (1977)
- Guerre stellari (Star Wars), regia di George Lucas (1977)
- La spia che mi amava (The Spy Who Loved Me), regia di Lewis Gilbert (1977)
- Giulia, regia di Fred Zinnemann (1977)
- Le 7 città di Atlantide (Warlords of Atlantis), regia di Kevin Connor (1978)
- Superman, regia di Richard Donner (1978)
- Superman II, regia di Richard Lester (1980)
- I mastini della guerra (Dogs of War), regia di John Irvin (1980)
- Reds, regia di Warren Beatty (1981)
- Priest of Love, regia di Christopher Miles (1981)
- Gandhi, regia di Richard Attenborough (1982)
- Miriam si sveglia a mezzanotte (The Hunger), regia di Tony Scott (1983)
- Superman III, regia di Richard Lester (1983)
- Il ritorno delle aquile (The Holcroft Covenant), regia di John Frankenheimer (1985)
- Il sole a mezzanotte (White Nights), regia di Taylor Hackford (1985)
- La mia Africa (Out of Africa), regia di Sydney Pollack (1985)
- Robinson Crusoe - La storia vera (Crusoe), regia di Caleb Deschanel (1989)
- L'anno della cometa (Year of the Comet), regia di Peter Yates (1992)
- Piccolo grande amore, regia di Carlo Vanzina (1993)
- Un ragazzo alla corte di re Artù (A Kid in King Arthur's Court), regia di Michael Gottlieb (1995)
- Spy Game, regia di Tony Scott (2001)
- Batman Begins, regia di Christopher Nolan (2005)
- Alien Autopsy, regia di Jonny Campbell (2006)
- Half Moon (Niwemang), regia di Bahman Ghobadi (2006)
- Dark Shadows, regia di Tim Burton (2012)

### Televisione
- Joe 90 – serie TV, 5 episodi (1968-1969)
- UFO – serie TV, 3 episodi (1970)
- Attenti a quei due (The Persuaders!) – serie TV, episodio 1x15 (1971)
- Gli invincibili (The Protectors) – serie TV, episodi 1x20-2x14 (1973)
- Spazio 1999 (Space: 1999) – serie TV, 6 episodi (1975-1976)
- Mamma Lucia (The Fortunate Pilgrim), regia di Stuart Cooper – miniserie TV, 3 puntate (1988)

## Doppiatori italiani
Nelle versioni in italiano delle opere in cui ha recitato, Shane Rimmer è stato doppiato da:
- Gianni Marzocchi in Agente 007 - Una cascata di diamanti, Rollerball
- Renato Mori in Superman II, La mia Africa
- Romano Ghini in Agente 007 - Si vive solo due volte
- Antonio Guidi in Attenti a quei due
- Luciano De Ambrosis in La spia che mi amava
- Roberto Villa in Una strada, un amore
- Alessandro Rossi in Gandhi
- Carlo Reali in Miriam si sveglia a mezzanotte
- Sergio Rossi ne Il sole a mezzanotte
- Dario Penne in Piccolo grande amore
- Sergio Graziani in Space Truckers
- Sandro Sardone in Batman Begins
- Sandro Pellegrini in Dark Shadows

Da doppiatore è sostituito da:
- Luca Dal Fabbro in Lo straordinario mondo di Gumball